# Месдаг, Ким
Ким Месдаг (нидерл. Kim Mestdagh; род. 12 марта 1990 года, Ипр, пров. Западная Фландрия, Фландрия, Бельгия) — бельгийская профессиональная баскетболистка, выступавшая в женской национальной баскетбольной ассоциации. На драфте ВНБА 2012 года не была выбрана ни одним из клубов, однако перед стартом сезона 2019 года заключила договор с командой «Вашингтон Мистикс», в составе которой сразу выиграла чемпионский титул. Играет на позиции атакующего защитника. В настоящее время защищает цвета итальянской команды «Фамила Скио».
В составе национальной сборной Бельгии выиграла бронзовые медали чемпионата Европы 2017 года в Чехии и 2021 года в Испании и Франции. Помимо этого принимала участие в Олимпийских играх 2020 года в Токио, на чемпионате мира 2018 года в Испании и чемпионате Европы 2019 года в Сербии и Латвии.

## Ранние годы
Ким Месдаг родилась 12 марта 1990 года в городке Ипр (провинция Западная Фландрия, регион Фландрия) в семье Филипа Месдага и Йоханны Баэр, у неё есть старший брат, Робин, и младшая сестра, Ханне.